# Holden Roberto
Holden Álvaro Roberto (São Salvador, 12 gennaio 1923 – Luanda, 2 agosto 2007) è stato un politico e guerrigliero angolano.

## Biografia
Holden Roberto nacque in Angola quando era una colonia del Portogallo. Due anni dopo la sua nascita, la famiglia si trasferì a Léopoldville, nel Congo belga. Roberto studiò in una scuola missionaria battista e nel 1940 si diplomò. In seguito lavorò per otto anni in Congo per il Ministero delle finanze belga.
Nel 1951 andò in visita in Angola e vide alcuni ufficiali portoghesi che maltrattavano un vecchio angolano; quest'episodio lo indusse ad intraprendere l'attività politica. Nel 1954 Roberto fondò L'Unione dei Popoli del Nord Angola (UPNA), di cui divenne presidente; due anni dopo, l'organizzazione fu rinominata Unione dei Popoli dell'Angola (UPA). Nel 1958 Roberto partecipò ad un congresso politico in Ghana, dove incontrò importanti leader politici africani come Patrice Lumumba e Kenneth Kaunda. Ottenuto un passaporto della Guinea, si recò in visita per la prima volta negli Stati Uniti d'America, dove ebbe incontri con esponenti dell'ONU. 
Nel febbraio del 1961 Jonas Savimbi si unì alla sua organizzazione, diventandone segretario generale. Due mesi dopo, Roberto si recò nuovamente negli Stati Uniti, dove incontrò il presidente John F. Kennedy. Nello stesso anno cominciò la lotta armata contro il governo portoghese, lanciando incursioni in Angola dal territorio del Congo belga.
Nel marzo del 1962 l'UPA si unì al Partito Democratico dell'Angola e nacque il Fronte Nazionale di Liberazione dell'Angola (FNLA). Poche settimane dopo, Roberto formò un governo angolano in esilio, di cui divenne ministro degli esteri Jonas Savimbi. Nel 1964, a seguito di disaccordi sulle strategie politiche e militari, Savimbi abbandonò il FNLA per fondare una propria organizzazione, l'Unione Nazionale per l'Indipendenza Totale dell'Angola (UNITA). Nel frattempo era nata un'altra organizzazione indipendentista dell'Angola, il Movimento Popolare di Liberazione dell'Angola, guidato da Agostinho Neto; mentre il FNLA era maggiormente sostenuto dalla popolazione dell'Angola occidentale, il MPLA trovò inizialmente maggior sostegno nelle etnie che popolavano l'Angola orientale.
Roberto diede al FNLA una politica nazionalista e filo-occidentale, che gli procurò il sostegno di USA, Francia, Sudafrica e Zaire, mentre l'UNITA ebbe il sostegno della Repubblica Popolare Cinese e il MPLA il sostegno dell'Unione Sovietica e di Cuba. 
Nel 1974 dopo la rivoluzione dei garofani il nuovo governo portoghese presentò un piano per l'indipendenza dell'Angola e nel gennaio 1975 Roberto firmò con il Portogallo gli accordi di Alvor insieme a Savimbi e Neto. Qualche mese più tardi gli accordi si ruppero e scoppiò la guerra civile angolana; il FNLA, alleatosi con l'UNITA, venne sconfitto nel novembre 1975 nella battaglia di Quinfangondo dal MPLA sostenuto da soldati cubani e dovette rifugiarsi nello Zaire. Con il sostegno zairese, il FNLA continuò ad effettuare incursioni e azioni di guerriglia per destabilizzare il governo angolano.
Nel 1979, in seguito ad accordi con il governo dell'Angola, lo Zaire cessò il sostegno al FNLA, che all'inizio degli anni ottanta non effettuò più azioni militari, mentre l'UNITA continuava la lotta armata con il sostegno di USA e Sudafrica. Roberto andò in esilio in Francia. 
Nel 1991 in seguito agli accordi di Bicesse gli fu permesso di tornare in Angola insieme a Savimbi e di partecipare alle elezioni. Roberto si candidò alle elezioni presidenziali del 1992 e ottenne poco più del 2% dei voti, mentre il suo partito ottenne cinque seggi in parlamento. A differenza di Savimbi, che riprese a lotta armata, Roberto non contestò il risultato elettorale ed esercitò un'azione di opposizione politica, seppure limitata per la modesta forza del suo partito. 
Affetto negli ultimi tempi da problemi di salute, si dimise da presidente del FNLA e convocò un congresso del partito per l'elezione del suo successore, con l'intenzione di mantenere la carica di presidente onorario, ma morì prima dello svolgimento del congresso.